# District de Natá
Le district de Natá est l'une des divisions qui composent la province de Coclé, au Panama. Il a été fondé le 12 septembre 1855.

## Drapeau
Le drapeau de Natá a été approuvé par le conseil municipal de Natá le 3 mars 2004 en République du Panama.
Le drapeau a été réalisé par Lucinda Urrutia de Díaz et présente les caractéristiques suivantes :
- Un fond vert, représentant les verts pâturages et les cultures.
- Une sphère, représentant la lune et le soleil, des étoiles ou des éléments nécessaires au développement de l'activité primaire, l'agriculture.
- Silhouette d'une église, représentant le monument historique national, la basilique mineure de l'Apôtre Saint-Jacques à Natá.
- Des étoiles de couleur chocolat, représentant les six cantons du district et la couleur est due à la couleur de Mère Nature.

Le conseil municipal a accepté d'autoriser le drapeau municipal de Natá dans les cas suivants :
- Dans les véhicules privés et officiels ;
- dans les coliseums sportifs ;
- dans les établissements publics qui relèvent de la compétence du district ;
- dans les centres d'enseignement officiels et privés.

Il a également été convenu de placer le drapeau municipal à côté du Pavillon National dans les résidences, les entreprises privées, les institutions publiques et les coliseums sportifs, avec le même horaire que le drapeau national, et il est interdit l'utilisation qui n'est pas typée dans l'accord municipal. Selon la Constitution politique de la République du Panama, les accords municipaux ont force de loi dans la municipalité concernée.